# Вэде
Вэде — охотник в мифологии коми-зырян.
В быличке рассказывается, что как-то вместе со своими 12 сыновьями  он пошёл на охоту. Но в лесу на них нападают леший Ворса в виде  огромного медведя и водяной Васа, превратившись в бобра. Отец и сыновья защищались до последнего, но нечистая сила пожрала их.
Тем временем жена Вэде родила тринадцатого сына. Он растёт настоящим богатырём ― в раннем возрасте уже избивает обидчиков мячом.
Из песен мальчик узнаёт о судьбе своих братьев и отца. Он решает освободить их из чрева нечистой силы. Богатырь распарывает брюхо зверям-людоедам и освобождает родственников.
В лесу он случайно набредает на девушку, которая оказывается дочерью людоедов. Они женятся и у них рождаются 12 сыновей. Их пятки были подобны луне, а макушки — солнцу. Лесная жена строго-настрого запретила Вэде рассказывать о себе своим родственникам. Но однажды он не сумел вытерпеть и рассказал о ней своей престарелой матушке. Тотчас лесная жена превратила всё их домашнее хозяйство в яйцо, сыновей — в 12 лебедей, сама же она стала оленем.